# Kyrkerör
Das Ganggrab von Kyrkerör liegt in Falköping in Västergötland in Schweden und ist eine Megalithanlage der Trichterbecherkultur (TBK), die zwischen 3500 und 2800 v. Chr. entstand. Im Stadtgebiet liegen die Reste von 15 weiteren Ganggräbern und es gibt noch andere Megalithanlagen, die im Rahmen einer geführten Wanderung zu besichtigten sind. In der umgebenden Region, dem Falbygden, gibt es die Reste von 240 Ganggräbern (etwa zwei Drittel der 370 schwedischen Anlagen). Das Ganggrab ist eine Bauform jungsteinzeitlicher Megalithanlagen, die aus einer Kammer und einem baulich abgesetzten, lateralen Gang besteht. Diese Form ist primär in Dänemark, Deutschland und Skandinavien, sowie vereinzelt in Frankreich und den Niederlanden zu finden.

## Beschreibung
Die 1858 untersuchte Anlage an der "Sankt Olafsgatan" (Straße) gehört zu den besser erhaltenen. Neben einem Dutzend Steinen des langen Ganges fehlen nur drei der einst sieben Decksteine. Die Tragsteine der etwa Nord-Süd orientierten Anlage sind komplett erhalten. Die beiden Endsteine befinden sich ebenso in situ wie die sechs Tragsteine der Ostseite. Die beiden mittleren sind quergestellt und bilden so gleichzeitig das Steinpaar der Gangmündung, das neben dem benachbarten Tragsteinpaar noch seinen Deckstein besitzt. Auf der Westseite sind es fünf. 
Neben Skelettresten von Menschen und Tieren wurden Perlen aus Bernstein und Tierzähne gefunden. Innerhalb der Kammer lag auch ein Knochenkamm aus der Eisenzeit. Er zeigt, dass das Ganggrab (schwedisch Ganggrift) über 1000 Jahren benutzt wurde. Nach der Untersuchung wurde das Ganggrab restauriert.

## Ballersten

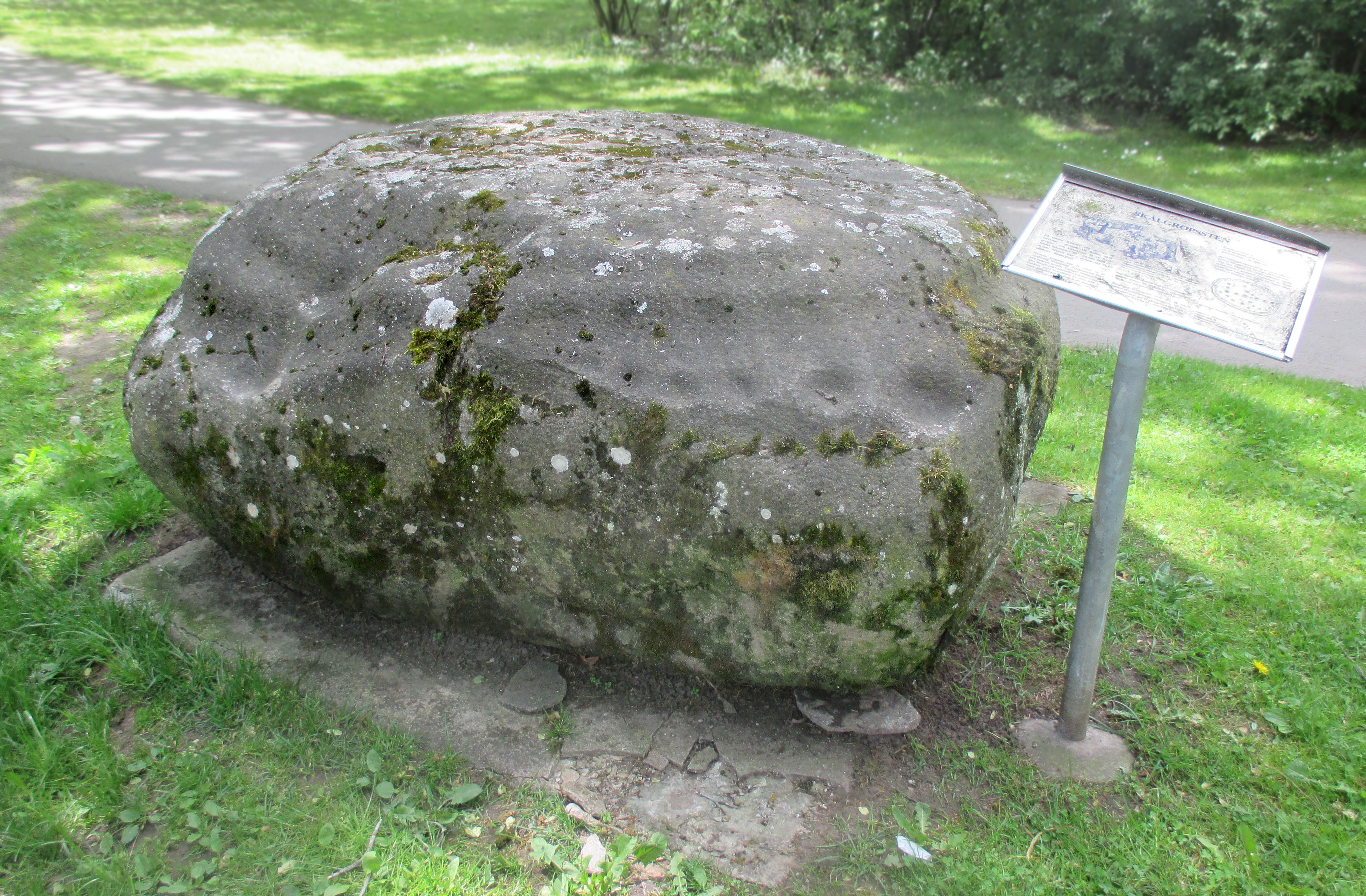
Der Ballersten

Der Ballersten oder Baldersten (RAÄ-Nummer: Falköping 29:1) befand sich ursprünglich etwa 500 m südwestlich in der Balderstensgatan und wurde während der Bauarbeiten der Eisenbahnlinie wenige Meter nördlich des Kyrkerör vergesetzt. Auf dem Stein befinden sich etwa 40 Schälchen, die vermutlich während der Bronzezeit eingearbeitet wurden. Das Alter und die Funktion des Steins sind unklar.